# Zoofarmacognosia

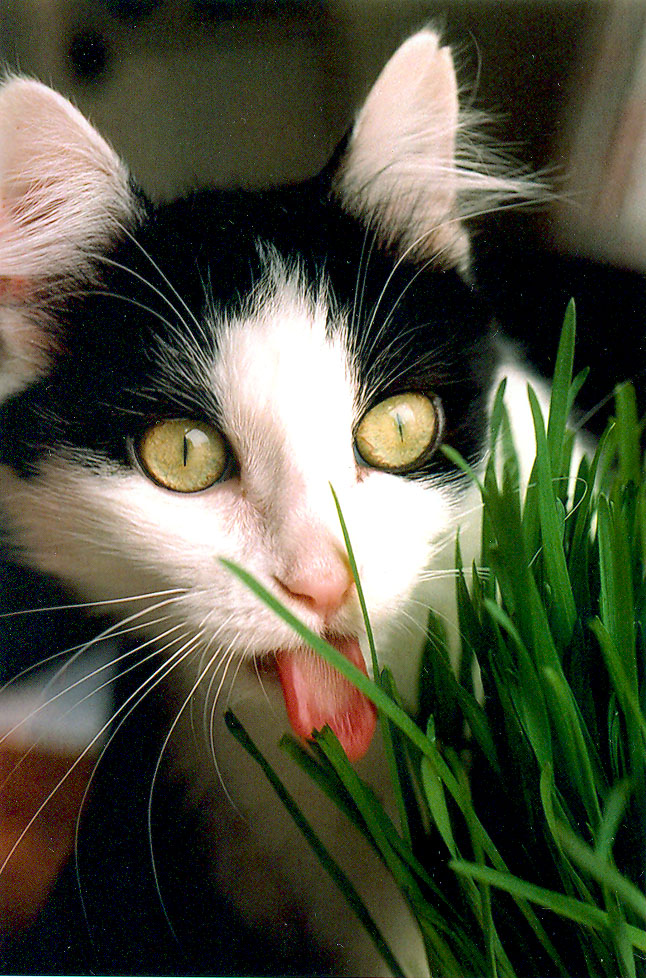
Un gato comiendo hierba: un ejemplo de zoofarmacognosia

La zoofarmacognosia es un comportamiento en el que los animales no humanos aparentemente se automedican seleccionando e ingiriendo o aplicando tópicamente plantas, suelos, insectos y fármacos psicoactivos para prevenir o reducir los efectos nocivos de patógenos y toxinas. El término deriva de las raíces griegas zoo ("animal"), pharmacon ("fármaco, medicina") y gnosy ("saber").
Un ejemplo de zoofarmacognosia ocurre cuando los perros comen pasto para inducir el vómito. Sin embargo, el comportamiento es más diverso que esto. Los animales ingieren o aplican no alimentos como arcilla, carbón e incluso plantas e invertebrados tóxicos, aparentemente para prevenir infestaciones parasitarias o envenenamientos.
Si los animales realmente se automedican sigue siendo un tema algo controvertido porque las primeras pruebas son en su mayoría circunstanciales o anecdóticas; sin embargo, los exámenes más recientes han adoptado un enfoque experimental basado en hipótesis.
Los métodos mediante los cuales los animales se automedican varían, pero pueden clasificarse según su función como profiláctica (preventiva, antes de la infección o envenenamiento) o terapéutica (después de la infección, para combatir el patógeno o envenenamiento). Se cree que el comportamiento tiene un significado adaptativo generalizado.

## Historia y etimología
En 1978, Janzen sugirió que los herbívoros vertebrados podrían beneficiarse medicinalmente de los metabolitos secundarios en su alimento vegetal.
En 1993, se acuñó el término "zoofarmacognosia", derivado de las raíces griegas zoo ("animal"), pharma ("fármaco") y gnosy ("saber"). El término ganó popularidad en trabajos académicos y en un libro de Cindy Engel titulado Salud salvaje: cómo los animales se mantienen bien y qué podemos aprender de ellos.

## Mecanismos
El efecto antiparasitario de la zoofarmacognosia podría producirse por al menos dos mecanismos. Primero, el material ingerido puede tener propiedades farmacológicas antiparasitarias tales que los fitoquímicos disminuyen la capacidad de los gusanos para adherirse al revestimiento mucoso de los intestinos, o la quimiotaxis atrae gusanos hacia los pliegues de las hojas. Muchas plantas ingeridas durante una supuesta zoofarmacognosia tienen una propiedad física constante, por ejemplo, la superficie rugosa de las hojas tiene muchos pelos en forma de gancho y puntiagudos. Por lo tanto, los parásitos pueden adherirse a la superficie erizada o la estructura gruesa puede funcionar como un tapón raspador, desalojando los parásitos de los intestinos. El segundo modo de acción posible es que el material puede iniciar una respuesta de purga del tracto gastrointestinal al inducir diarrea rápidamente. Esto reduce sustancialmente el tiempo de tránsito intestinal, provoca la expulsión de gusanos e interrumpe el ciclo de vida de los parásitos. Este mecanismo, o uno similar, podría explicar el pasto no digerido en las heces de varios animales como aves, carnívoros y primates.

## Métodos de automedicación
Algunos animales ingieren o aplican la sustancia cuando parecen estar bien, lo que sugiere que el comportamiento es preventivo o profiláctico. En otros casos, los animales ingieren o aplican la sustancia cuando no se encuentran bien, lo que sugiere que el comportamiento es terapéutico o curativo. Hay tres métodos de automedicación, a saber, ingestión, absorción o aplicación tópica.

### Absorción y adsorción
Se ha observado que los simios tragan hojas enteras sin masticarlas en más de 40 especies de plantas.
Los chimpancés salvajes a veces buscan hojas enteras de la planta Aspilia. Estos contienen tiarubrina-A, un químico activo contra los parásitos nematodos intestinales, sin embargo, el estómago lo descompone rápidamente. Los chimpancés recogen las hojas de Aspilia y, en lugar de masticarlas, las enrollan en la boca, a veces hasta por 25 segundos. Luego tragan enteras las hojas en forma de cápsula. Se pueden usar hasta 15 a 35 hojas de Aspilia en cada episodio de este comportamiento, particularmente en la temporada de lluvias, cuando hay muchas larvas parásitas que aumentan el riesgo de infección.
Los bonobos a veces tragan tiras de tallo no masticadas de (Manniophyton fulvum). A pesar de que la planta está disponible en abundancia durante todo el año, M. fulvum se ingiere solo en momentos específicos, en pequeñas cantidades y en una pequeña proporción de bonobos en cada grupo.

### Ingestión
Muchos ejemplos de zoofarmacognosia involucran a un animal que ingiere una sustancia con propiedades medicinales (potenciales).

#### Aves

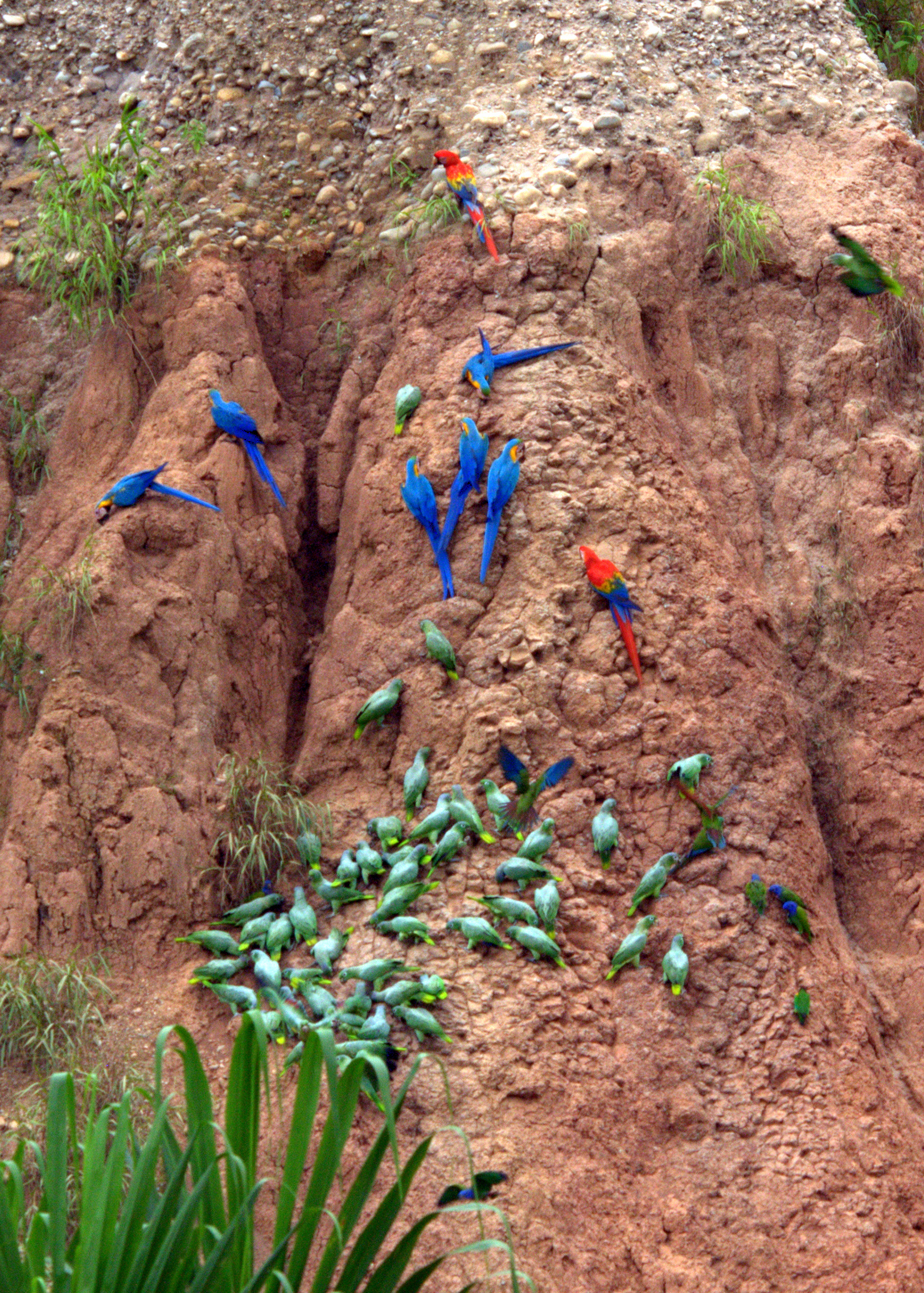
Loros comiendo tierra

Muchas especies de loros en las Américas, África y Papúa Nueva Guinea consumen caolín o arcilla, que liberan minerales y absorben compuestos tóxicos del intestino. Las avutardas comen escarabajos ampolla del género Meloe para disminuir la carga de parásitos en el sistema digestivo; cantaridina, el compuesto tóxico en los escarabajos ampolla, puede matar una avutarda si se ingieren demasiados escarabajos. Las avutardas pueden comer escarabajos ampolla tóxicos del género Meloe para aumentar la excitación sexual de los machos.

#### Invertebrados
Las orugas oso lanudo (Grammia incorrupta) son a veces endoparásitas letalmente por las moscas taquínidas. Las orugas ingieren unas toxinas vegetales llamadas alcaloides de pirrolizidina, que mejoran la supervivencia de las moscas al conferirles resistencia. Fundamentalmente, las orugas parasitadas tienen más probabilidades que las orugas no parasitadas de ingerir específicamente grandes cantidades de alcaloides de pirrolizidina, y la ingestión excesiva de estas toxinas reduce la supervivencia de las orugas no parasitadas. Estos tres hallazgos son consistentes con la teoría de la plasticidad adaptativa.
El gusano cuerno del tabaco ingiere nicotina, lo que reduce el crecimiento de colonias y la toxicidad de Bacillus thuringiensis, lo que aumenta la supervivencia del gusano cuerno.

#### Hormigas
Las hormigas infectadas con Beauveria bassiana, un hongo, consumen selectivamente sustancias nocivas (especies reactivas de oxígeno, ROS) al exponerse a un hongo patógeno, pero las evitan en ausencia de infección.

#### Mamíferos

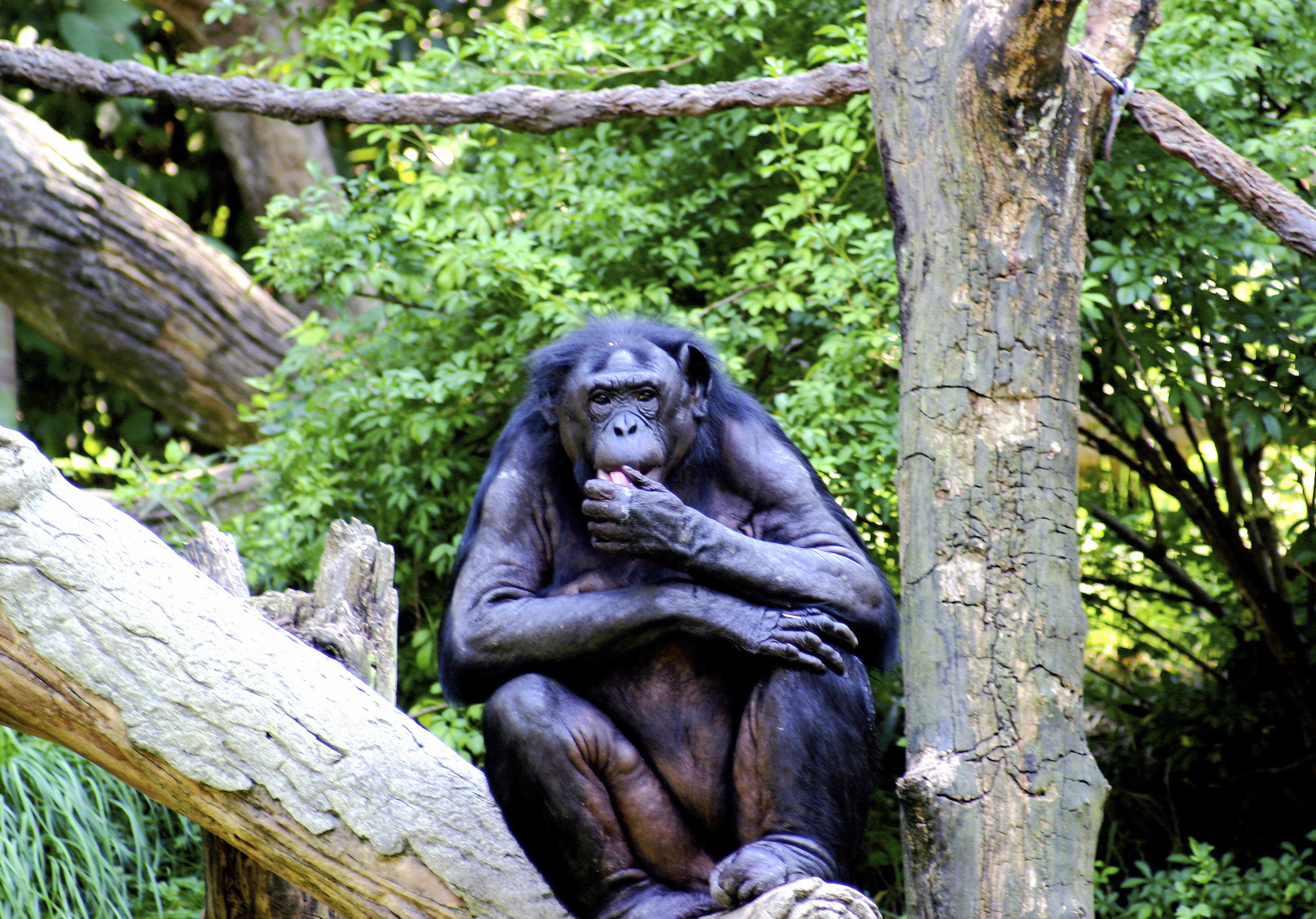
Se ha observado que una variedad de especies de simios se medican cuando están enfermas con materiales como plantas.

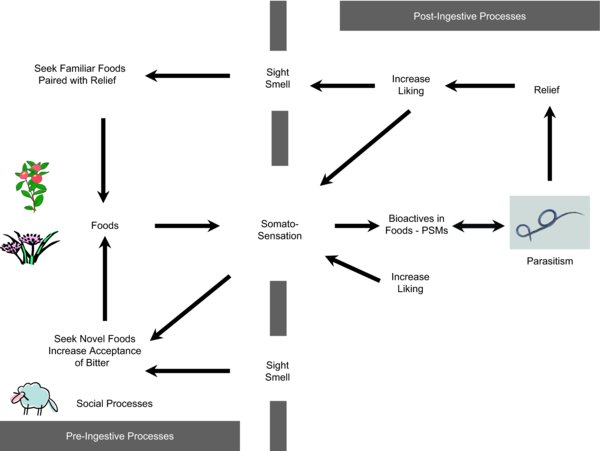
Una representación conceptual de cómo los eventos pre y postingestivos controlan la manifestación del comportamiento automedicativo en mamíferos herbívoros.

Los grandes simios suelen consumir plantas que no tienen valores nutricionales, pero que tienen efectos beneficiosos sobre la acidez intestinal o combaten las infecciones parasitarias intestinales.
Los chimpancés a veces seleccionan hojas amargas para masticar. La infección por parásitos desciende notablemente después de que los chimpancés mastican hojas de médula (Vernonia amygdalina), que tienen actividad antiparasitaria contra el esquistosoma, plasmodium y Leishmania. Los chimpancés no consumen esta planta de forma regular, pero cuando la comen, a menudo es en pequeñas cantidades por individuos que parecen enfermos. Jane Goodall fue testigo de cómo los chimpancés comían determinados arbustos, aparentemente para hacerse vomitar. Hay informes de que los chimpancés se tragan hojas enteras de plantas particulares de hojas ásperas como Aneilema aequinoctiale; estos eliminan los gusanos parásitos de sus intestinos.
Los chimpancés a veces comen las hojas de la herbácea Desmodium gangeticum. Se recuperaron hojas no digeridas y no masticadas en el 4% de las muestras fecales de chimpancés salvajes y grupos de hojas de hierba de bordes afilados en el 2%. Las hojas tienen una superficie rugosa o bordes afilados y el hecho de que no hayan sido masticadas y excretadas enteras indica que no fueron ingeridas con fines nutricionales. Además, esta deglución de hojas se restringió a la temporada de lluvias, cuando las reinfecciones parasitarias son más comunes y se encontraron gusanos parásitos (Oesophagostomum stephanostomum) junto con las hojas.
Los chimpancés, bonobos y gorilas comen los frutos de Aframomum angustifolium. Los ensayos de laboratorio de extractos homogeneizados de frutas y semillas muestran una actividad antimicrobiana significativa. Ilustrando el conocimiento medicinal de algunas especies, se ha observado que los simios seleccionan una parte particular de una planta medicinal arrancando hojas y rompiendo el tallo para succionar el jugo.
Los babuinos Anubis (Papio anubis) y los babuinos hamadryas (Papio hamadryas) en Etiopía utilizan frutos y hojas de Balanites aegyptiaca para controlar la esquistosomiasis. Sus frutos contienen diosgenina, un precursor hormonal que presuntamente dificulta el desarrollo de los esquistosomas.
Los elefantes africanos (Loxodonta africana) aparentemente se automedican para inducir el parto masticando las hojas de un árbol particular de la familia Boraginaceae; las mujeres de Kenia preparan un té de este árbol con el mismo propósito.
Los coatíes de nariz blanca (Nasua narica) en Panamá toman la resina con olor a mentol de la corteza recién raspada de Trattinnickia aspera (Burseraceae) y la frotan vigorosamente en su propio pelaje o en el de otros coatíes, posiblemente para matar ectoparásitos como pulgas, garrapatas, y piojos, así como insectos que pican como mosquitos; la resina contiene triterpenos α - y β-amirina, el derivado de eudesmane β-selineno y el sesquiterpeno lactona 8β-hidroxiasterólido.
Los gatos y perros domésticos a menudo seleccionan e ingieren material vegetal, aparentemente para inducir el vómito.
Los jabalíes indios desenterran y comen selectivamente las raíces de la cenicienta que los humanos usan como antihelmíntico. El folclore mexicano indica que los cerdos comen raíces de granada porque contienen un alcaloide que es tóxico para las tenias.
Un estudio sobre ovejas domésticas (Ovis aries) ha proporcionado una prueba experimental clara de la automedicación a través del aprendizaje individual. A los corderos en un grupo de tratamiento se les permitió consumir alimentos y toxinas (granos, taninos, ácido oxálico) que conducen a malestar (estados internos negativos) y luego se les permitió comer una sustancia conocida para aliviar cada malestar (bentonita de sodio, polietilenglicol y fosfato dicálcico, respectivamente). Los corderos control comían los mismos alimentos y medicinas, pero esto se disociaba temporalmente para que no se recuperaran de la enfermedad. Después del acondicionamiento, los corderos fueron alimentados con granos o alimentos con taninos u oxalatos y luego se les permitió elegir los tres medicamentos. Los animales de tratamiento prefirieron ingerir el compuesto específico conocido por rectificar el estado de malestar inducido por los alimentos ingeridos previamente. Sin embargo, los animales de control no cambiaron su patrón de uso de los medicamentos, independientemente del alimento consumido antes de la elección. Otros rumiantes aprenden a automedicarse contra los parásitos gastrointestinales aumentando el consumo de compuestos secundarios vegetales con acciones antiparasitarias.
Las jaulas de laboratorio estándar evitan que los ratones realicen varios comportamientos naturales por los que están muy motivados. Como consecuencia, los ratones de laboratorio a veces desarrollan comportamientos anormales indicativos de trastornos emocionales como depresión y ansiedad. Para mejorar el bienestar, estas jaulas a veces se enriquecen con elementos como material para anidar, refugios y ruedas para correr. Se ha probado si dicho enriquecimiento influía en el consumo de midazolam, un fármaco ampliamente utilizado para tratar la ansiedad en los seres humanos. A los ratones en jaulas estándar, jaulas estándar pero con una cría impredecible, o jaulas enriquecidas, se les dio la opción de beber agua sin drogas o una solución de midazolam. Los ratones en las jaulas estándar e impredecibles bebieron una mayor proporción de la solución ansiolítica que los ratones de las jaulas enriquecidas, presumiblemente porque habían estado experimentando una mayor ansiedad. Los primeros estudios indicaron que los ratones autoinmunes (MRL/lpr) consumen fácilmente soluciones con ciclofosfamida, un fármaco inmunosupresor que previene el daño inflamatorio a los órganos internos. Sin embargo, estudios adicionales proporcionaron evidencia contradictoria.

#### Gatos
Alrededor del 70% de los gatos domésticos se sienten especialmente atraídos y afectados por la planta Nepeta cataria, también conocida como hierba gatera. Los gatos salvajes, incluidos los tigres, también se ven afectados, pero con un porcentaje desconocido. La primera reacción de los gatos es oler. Luego, lamen y a veces mastican la planta y luego se frotan contra ella, con las mejillas y todo el cuerpo rodando. Si los gatos consumen extracto concentrado de la planta, rápidamente muestran signos de sobreexcitación, como espasmos violentos, salivación profusa y excitación sexual. La reacción es causada por los terpenoides volátiles llamados nepetalactonas presentes en la planta. Aunque son levemente tóxicos y repelen los insectos de la planta, su concentración es demasiado baja para envenenar a los gatos.

#### Delfines
El documental de la BBC One Dolphins - Spy in the Pod mostró a los mamíferos marinos masticando peces globo para "drogarse".

#### Geofagia
Muchos animales comen tierra o arcilla, un comportamiento conocido como geofagia. La arcilla es el ingrediente principal del caolín. Se ha propuesto que para los primates, existen cuatro hipótesis relacionadas con la geofagia para aliviar los trastornos o molestias gastrointestinales:
- Los suelos adsorben toxinas como fenólicos y metabolitos secundarios.
- La ingestión del suelo tiene una acción antiácida y ajusta el pH intestinal
- Los suelos actúan como un agente antidiarreico
- Los suelos contrarrestan los efectos de los endoparásitos.

Además, dos hipótesis se refieren a la geofagia para complementar minerales y elementos:
- Los suelos complementan las dietas pobres en nutrientes
- Los suelos proporcionan hierro adicional a grandes altitudes

Tapires, elefantes del bosque, monos colobos, gorilas de montaña y chimpancés buscan y comen arcilla, que absorbe las bacterias intestinales y sus toxinas y alivia el malestar estomacal y la diarrea. El ganado come tierra de montículos de termitas rica en arcilla, que desactiva los patógenos ingeridos o las toxinas de la fruta.

### Aplicación tópica
Algunos animales se aplican en la piel sustancias con propiedades medicinales. Nuevamente, esto puede ser profiláctico o curativo. En algunos casos, esto se conoce como auto-unción.
Rakus, un orangután de Sumatra, ha sorprendido a los científicos al curarse una herida en la cara utilizando una planta medicinal. Este comportamiento inédito ha dejado sin palabras a la comunidad científica y ofrece una nueva perspectiva sobre los métodos de curación natural en algunas especies animales.
El suceso ocurrió en el verano de 2022 en la estación de investigación de Suaq Balimbing, dentro del Parque Nacional de Gunung Leuser, en Sumatra, Indonesia. Rakus masticó las hojas y el tallo de una planta llamada Akar Kuning (Fibraurea tictoria), conocida por sus propiedades antiinflamatorias y antibacterianas. Luego, aplicó repetidamente el líquido resultante en su mejilla durante aproximadamente siete minutos. 
La herida comenzó a cicatrizar y se cerró por completo semanas después.

#### Mamíferos
Se observó a una hembra de mono capuchino en cautiverio usando herramientas cubiertas con un jarabe a base de azúcar para arreglar sus heridas y las de su bebé.
Los osos pardos norteamericanos (Ursos arctos) hacen una pasta de raíces de Osha (Ligusticum porteri) y saliva y la frotan a través de su pelaje para repeler insectos o calmar picaduras. Esta planta, conocida localmente como "raíz de oso", contiene 105 compuestos activos, como las cumarinas, que pueden repeler insectos cuando se aplican tópicamente. Se ha propuestos que los indios navajos aprendieron a usar esta raíz con fines medicinales del oso para tratar dolores de estómago e infecciones.
Una variedad de primates frotan milpiés en su pelaje y piel; los milpiés contienen benzoquinonas, compuestos que se sabe que repelen los insectos.
Los capuchinos copetudos (Cebus apella) frotan varias partes de su cuerpo con hormigas carpinteras (Camponotus rufipes) o permiten que las hormigas se arrastren sobre ellos, en un comportamiento llamado hormiguero. Los capuchinos a menudo combinan hormigueo con orinar en sus manos y mezclar las hormigas con la orina.

#### Aves
Más de 200 especies de pájaros cantores limpian a las hormigas, un comportamiento conocido como hormiguero. Las aves agarran a las hormigas con su pico y las limpian vigorosamente a lo largo de la espina de cada pluma hasta la base, o algunas veces ruedan en hormigueros girando y girando para que las hormigas se arrastren a través de sus plumas. Las aves suelen utilizar hormigas que rocían ácido fórmico. En las pruebas de laboratorio, este ácido es perjudicial para los piojos de las plumas. Su vapor solo puede matarlos.
Algunas aves seleccionan material de anidación rico en agentes antimicrobianos que pueden protegerse a sí mismas y a sus crías de infestaciones o infecciones dañinas. Los estorninos europeos (Sturnus vulgaris) seleccionan y recubren preferentemente sus nidos con zanahoria silvestre (Daucus carota); los pollos de los nidos revestidos con este tienen mayores niveles de hemoglobina en comparación con los de los nidos que no lo están, aunque no hay diferencia en el peso o el desarrollo de las plumas de los polluelos. Los estudios de laboratorio muestran que la zanahoria silvestre reduce sustancialmente la aparición de los estadios de los ácaros. Se ha observado que los gorriones comunes (Passer domesticus) cubren sus nidos con materiales del árbol de neem (Azadirachta indica) pero cambian a hojas ricas en quinina del árbol de Krishnachua (Caesalpinia pulcherrima) durante un brote de malaria; la quinina controla los síntomas de la malaria.

## Zoofarmacognosia social

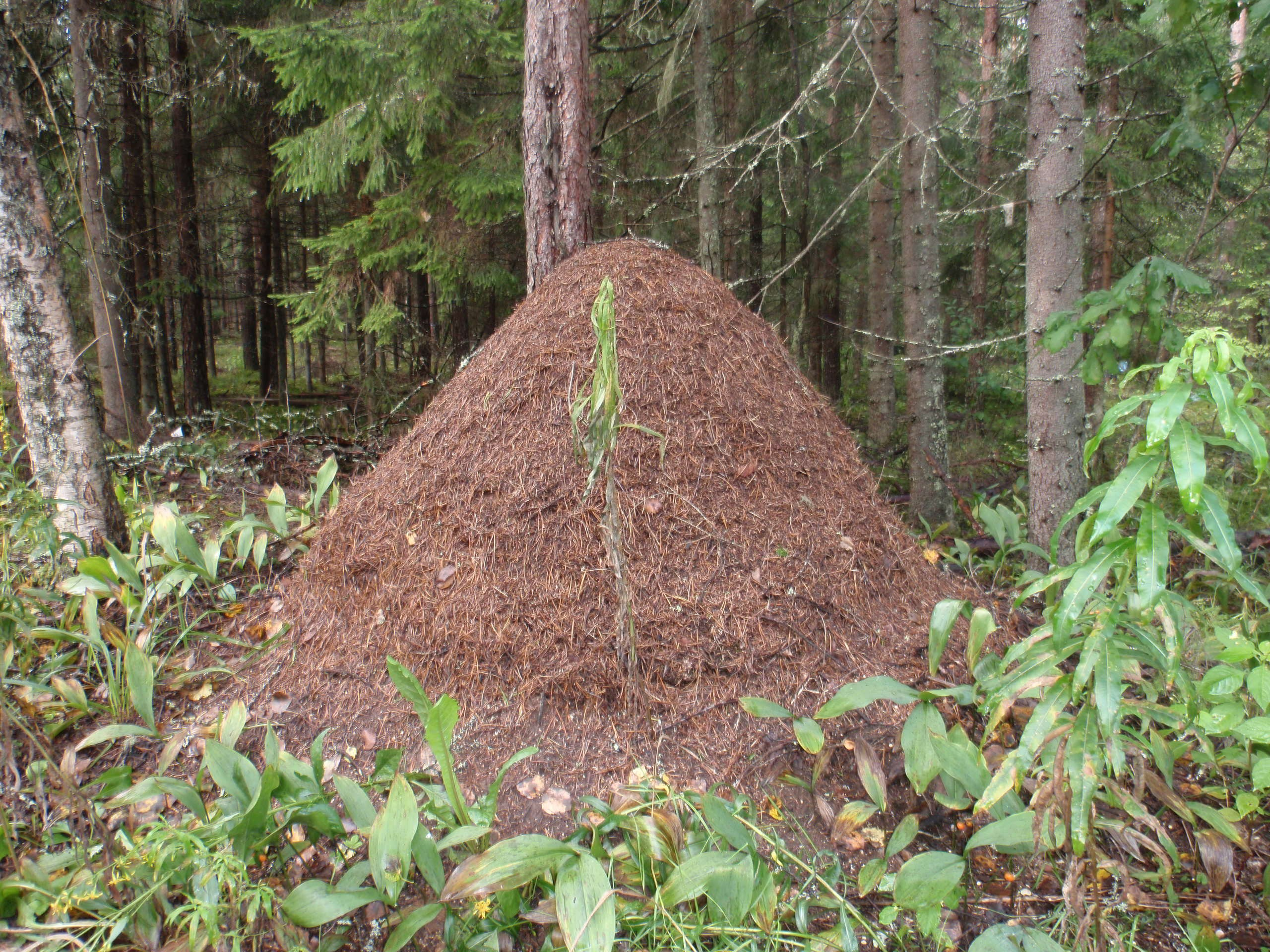
Las hormigas de madera incorporan resina en su nido para inhibir el crecimiento de microorganismos

La zoofarmacognosia no siempre se presenta de manera que beneficie al individuo. A veces, el objetivo del medicamento es el grupo o la colonia.
Las hormigas de madera (Formica paralugubris) a menudo incorporan grandes cantidades de resina de coníferas solidificada en sus nidos. Los estudios de laboratorio han demostrado que esta resina inhibe el crecimiento de bacterias y hongos en un contexto que imita las condiciones naturales. Las hormigas muestran una fuerte preferencia por la resina sobre las ramitas y las piedras, que son materiales de construcción comúnmente disponibles en su entorno. Existe una variación estacional en la búsqueda de alimento de las hormigas: la preferencia por la resina sobre las ramitas es más pronunciada en primavera que en verano, mientras que en otoño las hormigas recolectan ramitas y resina a la misma velocidad. La tasa relativa de recolección de resina versus cálculos no depende de la infección con el hongo entomopatógeno Metarhizium anisopliae en condiciones de laboratorio, lo que indica que la recolección de resina es profiláctica más que terapéutica.
Las abejas melíferas también incorporan resinas producidas por plantas en la arquitectura de su nido, lo que puede reducir la elevación crónica de la respuesta inmune de una abeja individual. Cuando las colonias de abejas melíferas se enfrentan al parásito fúngico (Ascophaera apis), las abejas aumentan su búsqueda de resina. Además, las colonias enriquecidas experimentalmente con resina han disminuido la intensidad de infección del hongo.

## Zoofarmacognosia transgeneracional

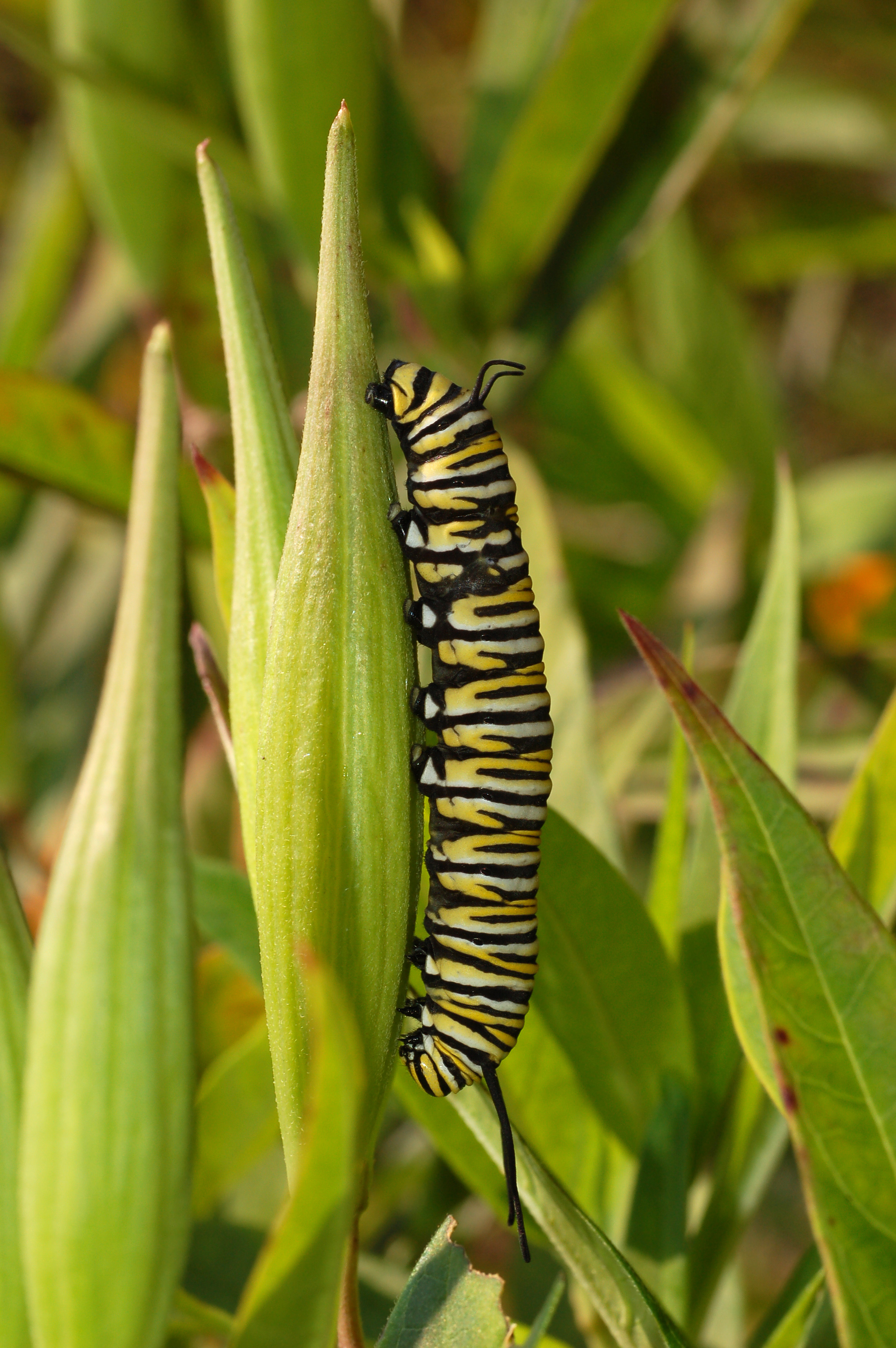
Las mariposas monarca adultas ponen sus huevos en plantas tóxicas para reducir el crecimiento de parásitos y las enfermedades en su descendencia.

La zoofarmacognosia se puede clasificar según el objetivo del medicamento. Algunos animales ponen sus huevos de tal manera que sus crías son el objetivo del medicamento.
Las mariposas monarca adultas ponen sus huevos preferentemente en plantas tóxicas como el algodoncillo, que reducen el crecimiento de parásitos y las enfermedades en sus crías de orugas. Esto se ha denominado medicación terapéutica transgeneracional.
Cuando las moscas de la fruta detectan la presencia de avispas parasitoides, preferentemente ponen sus huevos en alimentos con alto contenido de etanol; esto reduce el riesgo de infección en su descendencia. Esto se ha denominado profilaxis transgeneracional.

## Valor para los humanos
En una entrevista con Neil Campbell, Rodríguez describe la importancia de la biodiversidad para la medicina:
Algunos de los compuestos que hemos identificado mediante zoofarmacognosia matan gusanos parásitos, y algunos de estos productos químicos pueden ser útiles contra los tumores. No hay duda de que las plantillas de la mayoría de las drogas se encuentran en el mundo natural.

## Medios de comunicación
- 2002 La serie de televisión documental británica Weird Nature episodio 6 Peculiar Potions documenta una variedad de animales que participan en la intoxicación o zoofarmacognosia.
- El documental de 2014 Dolphins - Spy in the Pod muestra a los delfines intoxicarse con el pez globo.

## Otras lecturas
- Samorini, Giorgio (2002) Animales y psicodélicos: el mundo natural y el instinto de alterar la conciencia

- Datos: Q220315
- Multimedia: Zoopharmacognosy / Q220315